# Viktor Kratasyuk
Viktor Kratasyuk (n. 30 ianuarie 1949, Poti, Republica Sovietică Socialistă Gruzină, URSS – d. 18 martie 2003, Poti, Megrelia-Svanesia Superioară⁠(d), Georgia) a fost un canoist ce a reprezentat Georgia, medaliat olimpic. A participat la o ediție a Jocurilor Olimpice (1972) în care a câștigat o medalie de aur.

## Participări
Lista de mai jos prezintă principalele competiții la care a participat Viktor Kratasyuk de-a lungul carierei.
- canoeing at the 1972 Summer Olympics – men's K-2 1000 metres[*]